# كورت فريك (مهندس معماري)
كورت فريك (بالألمانية: Kurt Frick)‏ (و. 1884 – 1963 م) هو مهندس معماري، وأستاذ جامعي ألماني، ولد في كونيغسبرغ، توفي في باد رايشنهال، عن عمر يناهز 79 عاماً.